# Деражне

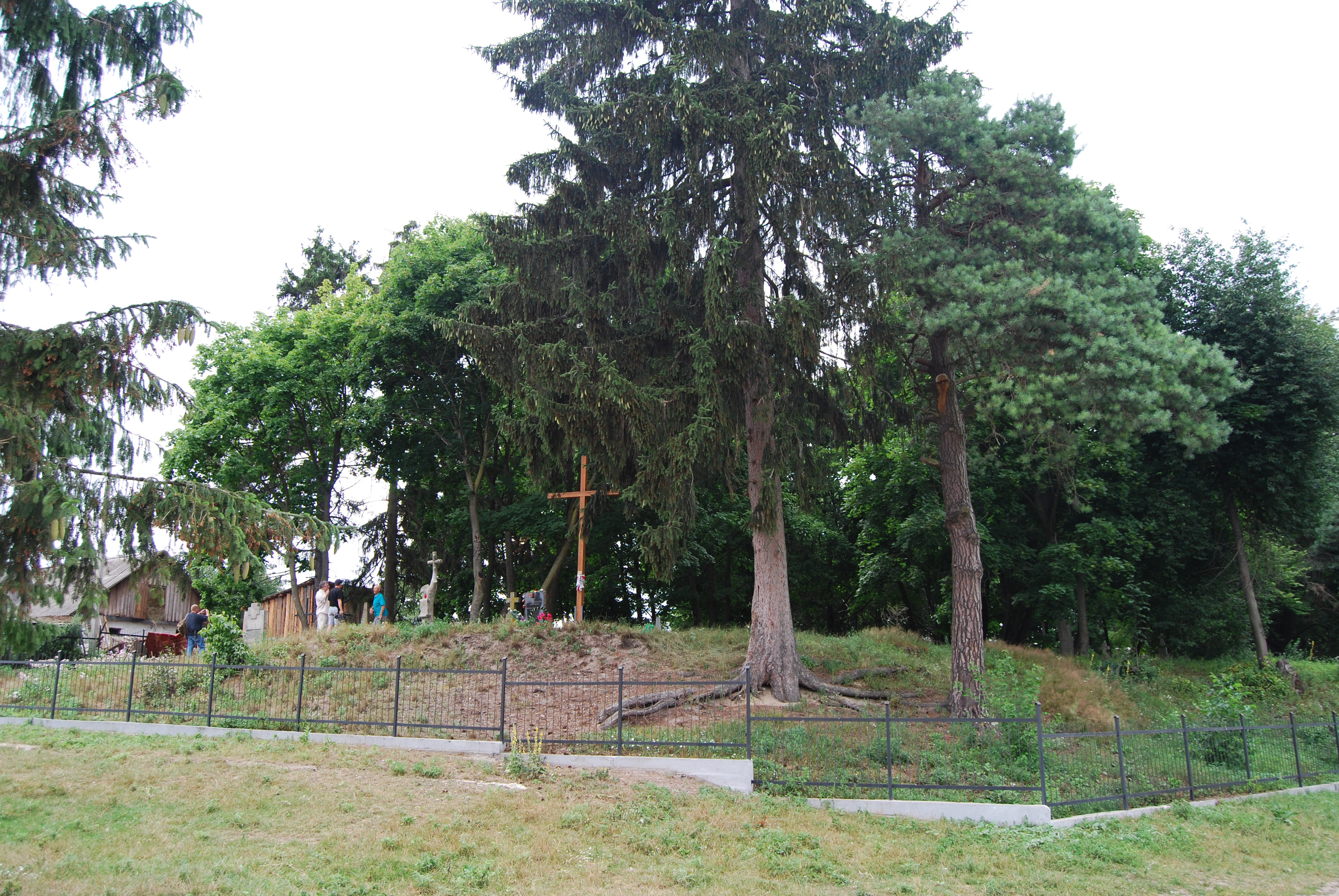
Закрите католицьке кладов

Деражне — село в Україні Рівненському районі Рівненської області, центр Деражненської сільської громади. Розташоване на лівому березі р. Горинь (притока Прип'яті, басейн Дніпра). Через населений пункт проходить магістральна дорога — Т18117. Походження назви селища походить від слова — «деражня», яке означає «місце первинної обробки деревини». Село в певний час — називали Деражня, Деражно, Деражне (пол. Derazne). З 1940 до 1959 року було центром Деражнянського району. 
У дорадянській українській мові відбувалося випущення звуку Н у словах похідних від топонімів закінчених на -на, -не, -ни, -ний, -но, щоб запобігти збігові приголосних. Згідно з тодішньою парадигмою мало би бути:
Дера́жне — дера́женський — дера́женщина — дера́женець.

## Історія
Історія Деражна розпочинається в XIII столітті і пов'язана з монастирем. Слід зауважити, що для тогочасної Волині характерною була наявність великої кількості монастирів, це пояснюється тим, що в цей час, з одного боку — активізувалося посилення росту монастирського землеволодіння, перетворення вільних общинників у феодально-залежне населення, а з іншого — після татаро-монгольської навали було зруйновано багато монастирів, монахи яких втікали від іновірців на Захід, де засновували нові монастирі. Особливо великі землеволодіння були в Почаївського монастиря. Тут, протягом століть, велася адміністративно-господарська документація, згодом частково опублікована в 1898 році. Згідно з документацією Почаївського монастиря, одна чи з найперших письмових згадок про с. Деражне у документі № 51 за червень-серпень 1274 року така: «Ігумен монастыря Поча-Дева Андрей презначи законников….Лаодикія, Максентія и Кастория в монастырь Деражненский».
Після занепаду Галицько-Волинської держави у XIV ст. до складу якої — входило Деражне, весь край потрапляє до складу Литовської держави, а згодом у — XVI ст. до Речі Посполитої. Встановлено, що до 1596 року Деражне належало князю — Юрію Чарторийському. Вже 1613 році на карті Т. Маковського Деражне позначається як містечко. Також відомо, що до 1621 року населений пункт належав Янушу Острозькому, потім деякий час ним володів князь Самуїл Корецький. В XVII ст. під владою Речі Посполитої на Волині відбувається засилля католицизму, не стало винятком і Деражне. У 1614 р. син князя Василя-Костянтина Острозького, перший в роду католик князь Януш збудував тут костел. Він же надав містечку магдебурзьке право. За переписом від 7 червня 1622 року Деражне знаходилося у власності князя Олександра-Януша Заславського воєводи
Краковського.
У XVII ст. — одне з чотирьох найголовніших у Речі Посполитій караїмських поселень разом з Тракаєм, Луцьком і Галичем. В часи національно-визвольної війни під проводом Богдана Хмельницького 164—1654 рр. Деражне було зруйноване загонами повстанців. З цими подіями пов'язане також і занепад караїмської громади містечка. За переписом 1677-79 рр. містечко Деражне належить князю Радзівілу.
Перша згадка про церкву міста Деражне датується 1792 роком — це була дерев'яна Хрестовоздвиженська церква. Після третього поділу Польщі власником Деражного стає Тадеуш-Божидар Подгороденський.
У 1803 році Т. Подгороденський засновує в Деражному парафіяльне училище, яке вважається першим відомим навчальним закладом сучасного Костопільського району. Також цей поміщик запрошує відомого майстра садово-паркової архітектури Діонісія Міклера, який засновує парк. У цей час був збудований і палац Подгороденського (спалений в 1915 р.). Внаслідок банкрутства онука Т. Подгороденського — Владислава Подгороденського Деражне на публічних торгах придбав відставний губернський поштмейстер Спекторський. Після нього Деражне переходить у володіння німецького підданого Вільгельма-Єліса Миколайовича Рау.
У 1804 р. в містечку на кошти Тадеуша Подгороденсько було збудовано новий мурований костел.
У 1824 р. в Деражному було збудовано нову муровану Хрестовоздвиженську церкву.
У 1888 році Деражне стає власністю   офіцера лейб гвардії гусарського полку, сина французького емігранта А. Ф. Андро де Ланжерона Федора (1804-1885 чи 1888). На території церкви поховані син і онук Федора Андро. Після вводу в дію південно-західної залізниці відпала необхідність у Горинському водному шляху, що накладає відбиток на містечко. Наприкінці XIX ст. за згадкою сучасника: «Деражне — містечко нічим неприглядне, окрім чудового парку, закладеного садівниками англійської школи».
У 1909 році Деражне належить до Ровенського повіту, Деражнянської волості. В ньому 123 двори, 729 жителів, знаходиться поліцейський стан — 5 чоловік (1 мировий посередник, 3 мирових судді, 1 слідчий).
У 1910 році власником села стає Дмитро Федорович Андро.
У 1913 році в Деражному було збудовано нову школу, яка вважалася закладом кращого типу, від цього часу в містечку діє два навчальні заклади. Напередодні Першої світової війни в Деражному проживало більше жителів ніж зараз — 2729, діяли земська лікарня, аптека, пошта і телеграф, 33 крамниці, налічувалося 2 книгарні. 
Під час Першої світової війни між м. Деражне та с. Бичаль проходила лінія фронту. В Деражному розташовувалися австрійські війська, а у Бичалі російські. Внаслідок бойових дій містечко було зруйноване.
У 1939 році м. Деражне Деражнянської волості стає власністю графа Романа Потоцького, який відбудовує палац Подгороденського, створює кінний завод. У вересні 1939 року основна частина західноукраїнських земель, які перебували до того часу у складі Польщі, увійшли до складу Української РСР. 4 грудня 1939 року була утворена Ровенська область і Деражненський район, який проіснував до 1959 року.
Вже 28 червня 1941 року, після початку Німецько-радянської війни, Деражне було під німецькою владою.[джерело?] У липні 1941 року після прийняття Акту проголошення Української Держави (30 червня) в Деражному поряд із низкою сусідніх містечок за ініціативи місцевого керівництва ОУН(б) відбулося проголошення державності України. У 1943 році село було спалене двічі. Перший раз окремі хати за списками, за тиждень до Великодня. Другий раз на Вознесіння. Тоді було спалено весь населений пункт і церкву. Німецька присутність тривала до 30 січня 1944 року, після чого контроль перейшов до радянської влади.
У 1945 році з ініціативи місцевих жителів відбудовано школу, у 1947 році — церкву. У березні 1945 року насильно утворюється колгосп, відкривається лікарня. Деражненське лісництво відкривається в 1963 році, у 1965 році у с. Деражне здано в дію електропідстанцію.
До 1959 р. Деражне було районним центром.

## Населення
За переписом населення 2001 року в селі мешкала 2131 особа.

### Мова
Розподіл населення за рідною мовою за даними перепису 2001 року:
| Мова       | Відсоток |
| ---------- | -------- |
| українська | 98,91 %  |
| російська  | 1,00 %   |
| білоруська | 0,05 %   |
| польська   | 0,05 %   |

## Історико-архітектурні пам'ятки
Хрестовоздвиженська церква 1824 р., приміщення колишнього фундушевого училища та школи 1803 р., закрите римо-католицьке кладовище XIX ст., руїни палацу графа Р.Потоцького XIX ст.

## Релігія
У селі розташована Хрестовоздвиженська церква 1824 року. 7 січня 2019 року громада села одноголосно ухвалила рішення про перехід до Православної церкви України, ставши таким чином першою громадою в Рівненській області, що перейшла до новоствореної церкви. До цього сільська громада належала до Української православної церкви Московського патріархату, проте спроби перейти до Української православної церкви Київського патріархату робилися ще в 2015 році.Також у селі існує дім молитви ХВЕ.

## Інфраструктура
На території села Деражне знаходиться загальноосвітня школа, дитячий садок, будинок культури, підлітковий клуб, районна лікарня, поліклініка, ветеринарна лікарня, аптека, музична школа, пошта, відділення зв'язку, стадіон, 2-й державний пожежно-рятувальний підрозділ ТУ МНС України у Рівненській обл., лісництво, деревообробний завод, 25 суб'єктів підприємницької діяльності.

## Природні зони, пам'ятки природи
На території села знаходяться залишки парку закладеного майстром садово-паркової архітектури Діонісієм Міклером. На південний захід від села розташована комплексна пам'ятка природи — Горинські Крутосхили.

## Відомі люди
Майже три роки в Деражному жила Анна Оленіна, з якою зустрічався О. С. Пушкін і присвятив їй цілу низку прекрасних творів.
У селі мировим суддею працював відомий український художник, графік, активний громадський і політичний діяч, член ОУН і УГВР, лицар Срібного Хреста Заслуги та медалі «За боротьбу в особливо важких умовах» Ніл Хасевич.
У Деражному народився сотенний Загону УПА «Хвастівський», що діяла у роки Другої світової війни на теренах Рівенської області, Дмитро Войцешко.
У селі жив і працював бібліотекарем поет Ростислав Засс.
Деражне — місце смертельного ураження блискавкою відомого політика Василя Червонія.
У квітні 2010 року було відкрито пам'ятник борцям за незалежність України.